# 弥左衛門町
弥左衛門町（やざえもんちょう）は、江戸期より1930年（昭和5年）まで、東京府東京市京橋区にかつて存在した町である。
現在の東京都中央区銀座4丁目2番地から同3番地のうち、晴海通り、銀座レンガ通り、松屋通りに囲まれ、並木通りを挟んだ街区となる。町内には江戸期に創建された宝童稲荷神社が立地している。

## 概要
弥左衛門町は、もともとは八重洲河岸の老月村内町にあった草創（くさわけ）名主長谷川弥左衛門の土地が、1628年（寛永5年）に幕府に召し上げられ、その替地として隣接する新肴町とともに現在の銀座4丁目2～3番地の並木通りを挟んだ地に移転して誕生した。地名は草創名主の弥左衛門の名に由来する。長谷川家は江戸期を通じて名主を務めた。
1868年（明治元年）に東京府に所属、1878年（明治11年）に京橋区に所属、昭和5（1930）年に銀座西四丁目に編入され、消滅した。明治5年において、戸数104、人口479人であった。

## 歴代名主
1590年（天正18年）に徳川家康が江戸に入ったとき、(1)入国以前から江戸にいた者から取り立てられた者、(2)家康入国後命ぜられた者、(3)江戸で町屋が建設される際に町役頭ないし名主と呼ばれた者は、草創名主と呼ばれ、特別に由緒のある者とされた(市中取締類集)。長谷川家伝承によると、草創名主長谷川弥左衛門は、徳川家康の江戸入府の際に、三河からともに江戸に来たが、武士を嫌い、また命によって町人となり、弥左衛門町を拝領したと伝えられている。
歴代名主は次のとおりである。2代目からは伊左衛門を名乗っている。
初代　 長谷川弥左衛門　直廣　1650年（慶安3年）8月18日没
2代　  長谷川伊左衛門　廣政　1641年（寛永18年）9月8日没
3代　  長谷川伊左衛門　廣勝　1701年（元禄14年）7月20日没
4代　  長谷川伊左衛門　廣常　1752年（宝暦2年）2月20日没
5代　  長谷川伊左衛門　廣貞　1753年（宝暦3年）11月8日没
6代　  長谷川伊左衛門　常與　1764年（宝暦14年）5月29日没
7代　  長谷川伊左衛門　恒壽　1789年（寛政元年）9月19日没
8代　  長谷川伊左衛門　則良　1804年（文化元年）4月8日没
9代　  長谷川伊左衛門　則親　1849年（嘉永2年）8月18日没
10代   長谷川伊左衛門　則隆　1851年（嘉永4年）2月11日没
11代　長谷川伊左衛門　均造　1906年（明治39年）7月16日没

## 地域

### 施設
- 宝童稲荷神社 - 御祭神：倉稲魂命、例大祭：10月下旬、創建：江戸時代初期。宝童稲荷縁起によると、宝童稲荷は、稲荷信仰がたいへん盛んであった江戸時代に、もとは将軍家の跡継ぎの成長を守るために江戸城内に祀られていた神社であった。この稲荷が、防災にたいへん霊験あらたかであったので、弥左衛門が、神霊の分神を受けて建立したと伝えられている。宝童の名前にあるように子供の健やかな成長を守る神様として、また、弥左衛門町を発祥の地とする名だたる企業が多いことから商売繁盛の神様として、今日でも崇敬を集めている。2016年（平成28年）、名古屋商工会館（現在のG4 BRICKS BLD.）は建替えに際して、参道を寄進し、アートな参道としてデザインした。

## 経済

### 産業
弥左衛門町からは江戸末期から明治期にかけて多くの店・企業が輩出した。
企業
- 松崎煎餅 - 1804年（文化元年）に芝魚籃坂に創業。その後、三代目松崎宗八が1865年（慶応元年）に弥左衛門町に店を移転[4]。
- 大日本印刷 - 1876年（明治9年）10月9日に、佐久間貞一を中心に宏仏海、大内青巒、保田久成が共同出資して、活版での印刷会社として弥左衛門町に秀英舎として創業[5]。
- 宮本商行 - 宮本勝は1880年（明治13年）に外国⼈向けのタバコ⼊れや象嵌の額の販売を始め、様々な銀製品を扱う企業として宮本商⾏を設⽴。1899（明治32）年に彌左衛⾨町に店舗を設置[6]。
- ミキモト - 御木本幸吉は、1898年（明治31年）12月に英虞湾の御木本真珠養殖場で第一回の浜揚げに成功し、1899年（明治32年）3月に東京の弥左衛門町に御木本真珠店を出店[7]。
- クロサワ - 黒澤貞次郎は、1901年（明治34年）5月に弥左衛門町に黒澤商店を創業。自ら発明した日本で最初のかな文字タイプライターの販売を開始[8]。
- 味の素 - 1901年（明治34年）5月に、創業者二代鈴木三郎助は、葉山でのヨード事業をさらに拡大するために、弥左衛門町11番地に、東京事務所を開設[9]。
- 電通 - 1901年（明治34年）7月に、電通の創業者・光永星郎は、弥左衛門町11番地（味の素と同地）に、新聞社に広告を取り次ぐ日本広告株式会社を創業[10]。

## ゆかりの人物
- 北村透谷 - 北村透谷（1868～1894）は、現在の神奈川県小田原市に生まれ、1881年（明治14年）に家族とともに弥左衛門町に転居し、翌年卒業するまで泰明小学校に通学。後に文芸評論家・詩人として活躍[11]。
- 平岡萬次郎 - 弁護士[12]。